# Larocheidae
Larocheidae is een familie van weekdieren uit de klasse van de Gastropoda (slakken).

## Geslachten
- Bathyxylophila B. A. Marshall, 1988
- Larochea Finlay, 1927
- Larocheopsis B. A. Marshall, 1993
- Trogloconcha Kase & Kano, 2002